# Erich Hartmann
Erich Alfred Hartmann (19 tháng 4 năm 1922 – 20 tháng 9 năm 1993), biệt danh "Bubi" (tên viết tắt của "chàng trai trẻ") bởi những đồng đội của mình hay "Con quỷ đen" bởi các đối thủ Liên Xô là một phi công chiến đấu cơ người Đức trong Thế chiến thứ hai. Ông là phi công át chủ bài nắm giữ kỷ lục có thành tích cao nhất trong lịch sử hàng không quân sự thế giới với 352 chiến tích (trong đó 345 là thành tích trên các máy bay thuộc Không quân Liên Xô và 260 là chiến đấu cơ) trong tổng số 1.404 phi vụ. Ông đã tham gia 825 trận không chiến, buộc phải hạ cánh 14 lần trong tình trạng chiếc máy bay của ông bị hư hại do trúng phải mảnh vỡ của các máy bay mà ông vừa bắn hạ hay do lỗi kỹ thuật. Hartmann đặc biệt chưa bao giờ bị bắn hạ hay buộc phải hạ cánh do trúng hỏa lực đối phương.
Giai đoạn trước Thế chiến thứ hai, Hartmann là một phi công tàu lượn. Ông gia nhập Luftwaffe năm 1940 và hoàn thành khóa huấn luyện phi công chiến đấu cơ vào năm 1942. Được biên chế đến Không đoàn Chiến đấu cơ 52 (Jagdgeschwader 52-JG 52) tại mặt trận Xô-Đức, ông may mắn được sự hướng dẫn của những phi công chiến đấu cơ nhiều kinh nghiệm của Luftwaffe và từ đó đã phát triển những chiến thuật chiến đấu của riêng mình. Ngày 25 tháng 8 năm 1944, sau khi đã có 301 chiến thắng, ông được trao tặng Huân chương Chữ thập Hiệp sĩ với Lá sồi, Thanh kiếm và Kim cương (Ritterkreuz mit Eichenlaub, Schwertern und Brillanten).
Chiến thắng cuối cùng của ông đến vào ngày 8 tháng 5 năm 1945. Ông và những người còn sống sót của JG 52 đã đến đầu hàng Quân đội Hoa Kỳ nhưng sau đó bị đưa sang phía Hồng quân Liên Xô. Nhằm tạo áp lực để Hartmann gia nhập Không quân Đông Đức (Volksarmee), phía Liên Xô đã kết tội oan ông là tội phạm chiến tranh, mà về sau này được tòa án Nga minh oan. Hartmann bị kết tội 25 năm tù lao động khổ sai và sau 10 năm ở trong các trại tù và gulag của Liên Xô, trước khi được thả ra năm 1955.
Năm 1956, Hartmann gia nhập Không quân Tây Đức (Bundesluftwaffe) và trở thành Geschwaderkommodore của Không đoàn Chiến đấu cơ 71 (Jagdgeschwader 71) "Richthofen". Hartmann về hưu sớm năm 1970 do sự chống đối của ông với thượng cấp trong việc Luftwaffe đưa chiến đấu cơ F-104 Starfighter vào biên chế chiến đấu. Sau khi về hưu, ông tiếp tục tham gia huấn luyện bay một thời gian. Ông mất vì bệnh vào ngày 20 tháng 9 năm 1993.

## Tuổi thơ
Erich Hartmann sinh ngày 19 tháng 4 năm 1922 tại Weissach, Württemberg, con của bác sĩ Alfred Erich Hartmann và bà Elisabeth Wilhelmine Machtholf. Cuộc khủng hoảng kinh tế ở Đức sau Thế chiến thứ nhất đã buộc gia đình Hartmann phải đến tìm việc làm tại Trường Sa, Trung Quốc và suốt thời niên thiếu của Erich diễn ra tại đây. Gia đình ông trở về Đức năm 1928 khi cuộc chiến tại Trung Quốc nổ ra. Gia đình ông còn người em trai là Alfred về sau cũng là phi công của Luftwaffe, nhưng là xạ thủ trên máy bay ném bom bổ nhào Ju 87 phục vụ trên chiến trường Bắc Phi. Alfred bị bắt bởi quân Anh và trở thành tù binh chiến tranh suốt bốn năm.
Erich tốt nghiệp Volksschule tại Weil im Schönbuch (Tháng 4, 1928–Tháng 4, 1932), Gymnasium tại Böblingen (tháng 4 năm 1932–tháng 4 năm 1936), Học viện Giáo dục Chính trị quốc gia tại Rottweil (tháng 4 năm 1936–tháng 4 năm 1937) và Gymnasium tại Korntal (tháng 4 năm 1937–tháng 4 năm 1940), nơi ông nhận được bằng Abitur. Tại Korntal, ông đã gặp người vợ tương lai của mình, bà Ursula "Usch" Paetsch.
Sự nghiệp hàng không của Hartmann bắt đầu khi ông tham gia chương trình huấn luyện lái tàu lượn của Luftwaffe và được đích thân mẹ mình, một trong những nữ phi công tàu lượn đầu tiên tại Đức hướng dẫn. Gia đình ông còn sở hữu một máy bay hạng nhẹ nhưng buộc phải bán đi vào năm 1932 do khủng hoảng kinh tế. Khi Đảng Quốc xã lên nắm quyền vào năm 1933 và khuyến khích tàu lượn phát triển, năm 1936, bà Elisabeth Hartmann đã tham gia thành lập một trường huấn luyện bay tại Weil im Schönbuch. Erich khi đó mới 14 tuổi nhưng đã trở thành một huấn luyện viên tại đây. Năm 1939, ông có được bằng phi công và từ đó có quyền lái máy bay có động cơ.

## Thế chiến thứ hai
Hartmann bắt đầu được huấn luyện quân sự vào ngày 1 tháng 10 năm 1940 tại Trung đoàn bay số 10 ở Neukuhren. Ngày 1 tháng 3 năm 1941, ông chuyển đến Luftkriegsschule 2 tại Berlin-Gatow, nơi ông bắt đầu bay có sự hướng dẫn của huấn luyện viên và sau đó ba tuần là lần bay một mình đầu tiên. Hartmann hoàn thành khóa huấn luyện bay cơ bản vào tháng 10 năm 1941 và bắt đầu các khóa huấn luyện nâng cao tại Lachen-Speyerdorf từ ngày 1 tháng 11 năm 1941. Tại đây ông được dạy về kỹ năng chiến đấu và tác xạ. Khóa huấn luyện này kết thúc vào ngày 31 tháng 1 năm 1942 và từ ngày 1 tháng 3 đến 20 tháng 8 năm 1942, ông học lái kiểu máy bay Messerschmitt Bf 109 tại Jagdfliegerschule 2 ở Zerbst/Anhalt.
Khoảng thời gian học việc của Hartmann cũng đã có những lúc không suôn sẻ. Ngày 31 tháng 3 năm 1942, trong lúc huấn luyện tác xạ trên không, ông đã phớt lờ những chỉ dẫn và thực hiện một số pha nhào lộn trên không sân bay Zerbst. Điều này đưa đến một án phạt ba tháng bị quản thúc tại phòng và trừ ⅔ số lương. Tuy nhiên chính điều này sau đó đã cứu mạng Hartmann. Ông nhớ lại:
Khoảng thời gian mà tôi bị nhốt đó đã cứu mạng tôi. Theo lịch trình, tôi sẽ tham gia vào một buổi huấn luyện tác xạ trên không mà thời gian đó tôi lại đang bị phạt. Người bạn cùng phòng đã tham gia chuyến bay đó thay vì tôi và trên chính chiếc máy bay mà đáng lẽ tôi phải lái. Chỉ một lát sau khi anh ấy cất cánh,trong lúc đang chuẩn bị vào tầm tác xạ, động cơ máy bay có vấn đề và chiếc máy bay sau đó đã đâm sầm xuống gần đường ray Hindenburg-Kattowit. Anh ấy đã chết vì cú đâm ấy.
Sau đó, Hartmann đã trở lại học tập một cách siêng năng, cần mẫn và bắt đầu áp dụng một bí quyết mà ông luôn nói với các phi công trẻ: "Hãy bay với cái đầu, chứ không phải với cơ bắp." Trong một buổi huấn luyện tác xạ vào tháng 6 năm 1942, ông đã bắn trúng phao mục tiêu với chỉ 24 trên tổng số 50 viên đạn súng máy được cấp phát, một thành tích rất khó để đạt được. Thời gian huấn luyện này cho phép ông có khả năng lái 17 kiểu máy bay khác nhau và sau khi tốt nghiệp, ông được đưa đến Ergänzungs-Jagdgruppe Ost tại Gleiwitz, Thượng Silesia vào ngày 21 tháng 8 cho đến ngày 10 tháng 10 năm 1942.

### Tham gia chiến đấu
Tháng 10 năm 1942, Hartmann được thuyên chuyển đến Không đoàn Tiêm kích 52 (Jagdgeschwader 52 - JG 52), căn cứ tại Maykop trên Mặt trận Xô-Đức. Không đoàn được trang bị kiểu máy bay Messerschmitt Bf 109G nhưng Hartmann và một số phi công khác lúc đầu được giao nhiệm vụ lái những chiếc Junkers Ju 87 Stuka mới đến Mariupol. Chuyến bay đầu tiên của ông kết thúc với việc thắng lái bị hư và chiếc máy bay đâm sầm vào những nhà gỗ tạm thời cho binh lính. Hartmann sau đó được đưa đến phi đoàn III./JG 52, chỉ huy bởi Gruppenkommandeur Thiếu tá Hubertus von Bonin và có nhiều phi công kinh nghiệm như Oberfeldwebel Edmund "Paule" Roßmann, Alfred Grislawski, Hans Dammers và Josef Zwernemann. Sau một vài ngày tập luyện bay và chiến đấu giả định, Grislawski đã thừa nhận Hartmann mặc dù còn phải học hỏi chiến thuật chiến đấu nhiều nhưng tỏ ra là một phi công có tài năng, Paule Roßmann đã hướng dẫn cho Hartmann những vấn đề cơ bản về chiến thuật tấn công bất ngờ mà về sau được Hartmann phát triển thành chiến thuật chiến đấu đặc trưng của riêng ông.
Hartmann có phi vụ chiến đấu đầu tiên vào ngày 14 tháng 10 năm 1942 với vai trò là phi công bên cánh của Roßmann. Khi chạm trán với 10 máy bay địch ở phía dưới, Hartmann quá mong muốn có được chiến thắng đầu tiên đã mở bướm ga hết cỡ và tách khỏi Roßmann. Khi chạm trán máy bay địch, ông đã cho khai hỏa nhưng không trúng phát nào và suýt nữa đã va vào đối phương. Sau đó, ông cho máy bay núp vào một đám mây thấp và buộc phải hạ cánh vội vã sau khi máy bay hết nhiên liệu. Hartmann đã vi phạm hầu hết các nguyên tắc của chiến đấu trên không do đó von Bonin đã phạt ông ba ngày phải làm việc với các nhân viên mặt đất. 22 ngày sau đó Hartmann mới có chiến thắng đầu tiên là một chiếc máy bay cường kích Ilyushin Il-2 thuộc Trung đoàn Không quân Cường kích số 7, nhưng đến cuối năm 1942 ông chỉ có thêm được một chiến thắng nữa. Cũng như nhiều phi công ách chủ bài hàng đầu khác, phải mất một thời gian ông mới có được những chiến thắng liên tiếp với sự ổn định cao.
Hartmann có vẻ ngoài trẻ hơn so với tuổi nên ông có biệt danh là "Bubi" (tên viết tắt của "chàng trai trẻ trong tiếng Đức), và phi công ách chủ bài Walter Krupinski, người chọn Hartmann làm phi công bên cánh thường thúc giục ông: "Hây, Bubi, bay gần hơn nào". Ngày 25 tháng 5 năm 1943, ông bắn hạ một chiến đấu cơ Lavochkin La-5 trước khi va vào một chiến đấu cơ Liên Xô khác nhưng vẫn giữ được sự kiểm soát đối với chiếc máy bay đã hư hại của mình. Ngày 7 tháng 7, trong một trận không chiến lớn diễn ra trong trận Kursk, ông đã bắn hạ bảy máy bay Liên Xô. Đầu tháng 8 năm 1943, thành tích của Hartmann lên đến con số 50 và đến cuối tháng thì ông có thêm 48 chiến thắng nữa. Trong tháng 9, ông được bổ nhiệm làm Staffelkapitän của phi đoàn 9./JG 52. Một trong những bí quyết để Hartmann có thể đạt được những chiến thắng của mình sau đó được ông kể lại "...hãy để cho máy bay địch hoàn toàn nằm trong tầm hỏa lực của vũ khí mình rồi mới khai hỏa. Nếu đợi cho đến khi nó phủ kín cửa sổ buồng lái, người phi công sẽ không phí bất kì một viên đạn nào."
Trong năm đầu tiên tham gia chiến đấu, Hartmann tỏ ra xem thường những phi công Liên Xô đối thủ, những người mà theo ông hầu hết lái những chiến đấu cơ không được trang bị kính ngắm trên do đó buộc họ phải tự vẽ chúng lên kính chắn gió bằng tay.
Trong những ngày đầu, thật khó tin một điều là chả có gì phải sợ một chiếc chiến đấu cơ Nga phía sau cả. Với cái "kính ngắm" vẽ bằng tay, viên phi công chả bao giờ có thể bắn trúng bạn.
Ngoài ra, trong khi Hartmann đánh giá những kiểu chiến đấu cơ P-39, P-40 và Hawker Hurricane yếu kém hơn kiểu chiến đấu cơ Đức Fw 190 và Bf 109, thực ra chúng có công nghệ kính ngắm tiên tiến hơn.
Tuy nhiên người Đức cũng học được một số thủ thuật từ kẻ thù. Như việc dầu động cơ DB 605 của Bf 109G-6 bị đóng băng khiến cho rất khó để khởi động trong điều kiện mùa đông khắc nghiệt ở Nga. Một tù binh không quân Liên Xô sau đó đã chỉ cách đổ nhiên liệu vào bình hứng dầu để làm tan dầu và giúp cho động cơ có thể khởi động được chỉ sau một lần thử. Một cách khác cũng học hỏi từ người Nga là cho đốt cháy nhiên liệu bên dưới động cơ.

### Bị bắt sống và trở về
Đến cuối tháng 8 năm 1943, Hartmann đã có 90 chiến thắng. Ngày 19 tháng 8, Geschwaderkommodore của Hartmann, Dietrich Hrabak, đã ra lệnh cho đơn vị của Hartmann yểm trợ cho các máy bay ném bom bổ nhào của Sturzkampfgeschwader 2, chỉ huy bởi phi công cường kích nổi tiếng Hans-Ulrich Rudel trong một trận phản công. Tám chiến đấu cơ của Đức sau đó đã chạm trán với một số lượng lớn chiến đấu cơ Liên Xô Yakovlev Yak-9 và Lavochkin La-5 đang bảo vệ các máy bay cường kích Il-2 Sturmovik trong một phi vụ cường kích. Hartmann đã bắn rơi được hai máy bay đối phương trước khi chiếc máy bay của ông trúng phải mảnh vỡ bật ra từ chúng và buộc phải hạ cánh khẩn cấp. Theo quy định của Luftwaffe, phi công có nghĩa vụ phải giành lại bảng đồng hồ. Trong khi ông đang làm việc đó, lính Hồng quân bắt đầu tiến gần đến. Nhận thấy chắc chắn sẽ bị bắt, ông giả vờ bị thương. Hành động này của Hartmann đã qua mắt những người lính Hồng quân nên họ đặt ông lên cáng thương rồi đưa vào một chiếc xe tải. Khi trưởng đội bay của Hartmann, Heinz "Bimmel" Mertens, nghe tin này đã lấy một khẩu súng trường đi tìm Hartmann.
Hartmann thận trọng đợi thời cơ để tấu thoát. Lợi dụng sự canh gác mất tập trung khi một đợt tấn công của những chiếc Stuka ập đến, ông tấn công lính canh của mình, nhảy ra khỏi xe và chạy núp trong một cánh đồng hoa hướng dương lớn. Hartmann đợi cho đến nửa đêm mới ra ra khỏi vị trí ẩn náu. Ông bám theo lính trinh sát Liên Xô để đi về phía tây hướng mặt trận. Khi gần đến vị trí quân Đức, ông bị một lính gác bắn và viên đạn sượt qua quần.

#### Nhận Huân chương Chữ thập Hiệp sĩ với Lá sồi
Tháng 10 năm 1943, Hartmann đã có thêm 33 chiến thắng và đến ngày 29 tháng 10, ông được trao tăng Ritterkreuz, khi mà thành tích của ông lúc bấy giờ đã lên đến con số 148. Đến cuối năm, số chiến thắng tăng lên đến 159. Trong hai tháng đầu năm 1944, thêm 50 máy bay trở thành nạn nhân của Hartmann. Hartmann tiếp tục "ghi điểm" với một nhịp độ ngày càng cao. Điều này khiến cho cả Bộ tổng chỉ huy của Luftwaffe còn phải nghi ngờ và do đó các chiến thắng của ông đều được kiểm tra hai đến ba lần; mỗi lần chiến đấu ông đều có quan sát viên kiểm tra trong đội hình. Ngày 2 tháng 3, ông đã có 202 chiến thắng. Đến thời điểm này, các phi công Liên Xô đều biết đến tiếng tăm của mật danh Hartmann trên sóng vô tuyến Karaya 1. Bộ chỉ huy Liên Xô đã ra giá 10.000 rúp cho cái đầu của ông. Chiếc máy bay của Hartmann có một biểu tượng hoa tulip đen quanh nắp che động cơ gần mũi cánh quạt, do đó những người Liên Xô đã đặt cho ông biệt danh Cherniy Chort ("Con quỷ Đen"). Mặc dù vậy, mỗi khi phi công Liên Xô nhìn thấy biểu tượng trên thường không dám lao vào chiến đấu do đó chiếc máy bay trên đôi khi được giao cho các phi công học việc lái để đảm bảo an toàn. Ngày 21 tháng 3, chính Hartmann là người đã ghi dấu chiến thắng thứ 3500 trong cuộc chiến của JG 52. Tuy nhiên, việc các phi công Liên Xô "lẩn tránh" Hartmann đã khiến tỉ lệ lập công của ông giảm sút. Cuối cùng ông phải bỏ biểu tượng hoa tulip và sơn máy bay của mình giống những chiếc còn lại trong đơn vị. Hai tháng sau đó, Hartmann lại có thêm 50 chiến thắng.
Tháng 3 năm 1944, Erich Hartmann, Gerhard Barkhorn, Walter Krupinski và Johannes Wiese được mời đến Tổng hành dinh của Adolf Hitler, Berghof tại Berchtesgaden. Barkhorn được trao tặng Thanh kiếm trong khi Hartmann, Krupinski và Wiese được trao tặng thêm Lá sồi vào Huân chương Chữ thập Hiệp sĩ. Trên xe lửa, cả bốn người đã uống rượu say mèm và khi đến Berchtesgaden thì đã rơi vào tình trạng đứng không vững. Thiếu tá Nicolaus von Below, phụ tá của Hitler về Luftwaffe đã sốc khi thấy cảnh này. Hartmann được giải rượu nhưng vẫn chưa tỉnh, ông túm lấy một chiếc mũ sĩ quan Đức gần đó và đội lên đầu nhưng không vừa vì nó quá lớn. Von Below cực kỳ khó chịu và bảo đó là mũ của Hitler, đề nghị Hartmann đưa nó về lại vị trí cũ.

#### Chiến đấu với Không quân Hoa Kỳ
Ngày 2 tháng 5 năm 1944, Hartmann lần đầu tiên chạm trán với máy bay thuộc Không quân Hoa Kỳ. Trong khi đang bay phía trên yểm trợ cho một tốp chiến đấu cơ khác, Hartmann tấn công một nhóm bốn máy bay P-51 trên vùng trời Bucharest, România và bắn rơi hai chiếc, hai chiếc còn lại trở thành nạn nhân của đồng đội ông. Ngày 1 tháng 6 năm 1944, Hartmann bắn rơi bốn máy bay P-51 trong một phi vụ trên vùng mỏ dầu Ploieşti. Cuối tháng 6, trong phi vụ thứ năm chạm trán máy bay Mỹ, ông đã bắn rơi thêm hai máy bay P-51 nữa trước khi phải nhảy dù thoát ra khi tám chiếc P-51 khác rượt đuổi chiếc Messerschmitt của ông đến cạn nhiên liệu. Sau những pha nhào lộn liên tục, Hartmann đến gần một chiếc P-51 nhưng khi bấm nút khai hỏa ông chỉ nghe một tiếng "clank" tức là đã hết đạn. Khi ông đang nhảy dù xuống đất, những chiếc P-51 bay lượn vòng quanh và Hartmann nghĩ rằng số phận mình sắp được định đoạt. Một chiếc P-51B lái bởi Trung úy Robert J. Goebel thuộc Phi đoàn 308, Không đoàn 31 tách khỏi đội hình và tiến thẳng đến ông. Goebel dùng máy quay phim quay lại cảnh nhảy dù và vẫy tay chào Hartmann khi bay đi.
Ngày 17 tháng 8, Hartmann trở thành phi công phi công ách chủ bài hàng đầu, vượt qua người bạn thân cũng thuộc đơn vị JG 52 là Gerhard Barkhorn, người lúc này cũng đã có 274 chiến thắng.

#### Nhận Huân chương Chữ thập Hiệp sĩ với Kim cương
Ngày 23 tháng 8, ông lại có thêm 8 chiến thắng trong ba phi vụ để đưa thành tích của mình lên 290. Erich Hartmann vượt qua nấc thành tích 300 vào ngày 24 tháng 8 năm 1944, ngày mà ông đã bắn hạ 11 máy bay trong hai phi vụ để đạt đến con số chưa từng có trước đó là 301 chiến thắng. Ngay lập tức, Tham mưu trưởng Luftwaffe Thống chế (Reichsmarschall) Hermann Göring lo sợ rằng nếu Hartmann bị bắn hạ, tinh thần của người Đức sẽ sụt giảm do đó ra lệnh cấm ông chiến đấu. Tuy nhiên Hartmann sau đó đã biết cách vận động hành lang thành công để tiếp tục được bay chiến đấu.
Hartmann là một trong số 27 quân nhân Đức trong Thế chiến thứ hai được trao tặng Kim cương vào Huân chương Chữ thập Hiệp sĩ. Ông được đưa đến tổng hành dinh quân sự của Hitler, Führerhauptquartier Wolfsschanze, gần Rastenburg để được đích thân Quốc trưởng trao tặng. Khi đến nơi, ông bị buộc phải bỏ lại vũ khí cá nhân – một biện pháp an ninh được đưa ra sau vụ ám sát hụt Hitler ngày 20 tháng 7 năm 1944. Hartmann từ chối và đe dạo sẽ không nhận Kim cương nếu không được tin tưởng mang khẩu súng lục của ông vào. Sau một hồi điều đình, Nicolaus von Below (giờ đã mang quân hàm Oberst) đồng ý cho Hartmann được giữ lại vũ khí.
Khi gặp gỡ Hitler, Hartmann đã thảo luận về vấn đề thiếu hụt huấn luyện của phi công mới. Theo như kể lại, Hitler đã tiết lộ cho Hartmann biết ông tin rằng về mặt quân sự, nước Đức đã thua cuộc chiến này và ông ước gì Luftwaffe có thêm "những người như cậu và Rudel."
Song song với việc trao thưởng này, ông được hưởng mười ngày nghỉ phép. Trong thời gian này, ông được lệnh của Adolf Galland đến dự một cuộc họp ở Berlin-Gatow. Tại đây, Galland bày tỏ ý định muốn chuyển Hartmann đến dự án thử nghiệm máy bay phản lực đầu tiên Messerschmitt Me 262. Tuy nhiên Hartmann đã từ chối việc thuyên đổi này vì ông vẫn muốn tiếp tục ở lại JG 52. Galland sau đó đã hủy bỏ việc thuyên chuyển này và đồng thời cả lệnh cấm Hartmann tham gia bay chiến đấu. Galland cũng lệnh Hartmann đến Jagdfliegerheim (khu nghỉ dưỡng cho phi công chiến đấu cơ) tại Bad Wiessee. Tại đây vào ngày 10 tháng 9, Hartmann đã kết hôn với người bạn gái lâu năm Ursula "Usch" Paetsch. Tham gia lễ cưới còn có những người bạn phi công của ông bao gồm Gerhard Barkhorn và Wilhelm Batz.

#### Những ngày chiến đấu cuối cùng
Từ ngày 1 đến ngày 14 tháng 2 năm 1945, Hartmann trở thành Gruppenkommandeur của phi đoàn I./JG 53 cho đến khi được thay thế bởi Helmut Lipfert. Tháng 3 năm 1945, số chiến thắng của Hartmann đã lên đến con số 336 và lần thứ hai ông được Adolf Galland mời gia nhập đơn vị chiến đấu cơ phản lực Me-262. Hartmann đã tham gia chương trình chuyển đổi chiến đấu cơ phản lực do Heinrich Bär chỉ đạo. Galland mời Hartmann gia nhập phi đoàn JV 44 nhưng Hartmann lại từ chối cũng với lý do muốn tiếp tục ở lại JG 52. Nhiều nguồn tài liệu cho biết quyết định của Hartmann ở lại đơn vị là do nhận được một bức điện tín gửi bởi Oberstleutnant Hermann Graf. Sau khi trở thành Gruppenkommandeur của phi đoàn I./JG 52, Erich Hartmann đã có chiến thắng thứ 350 ngày 17 tháng 4 tại Chrudim. Tấm ảnh cuối cùng của Hartmann trong cuộc chiến này được chụp trong dịp chiến thắng trên.
Cuối chiến tranh, Erich Hartmann đã bất tuân thượng lệnh của tướng Hans Seidemann là ông cùng Hermann Graf phải bay về phía quân Anh để tránh bị Hồng quân bắt giữ. Hartmann sau đó đã giải thích:
Trong suốt cuộc chiến, tôi chưa bao giờ bất tuân thượng lệnh, cho đến khi tướng Seidemann ra lệnh Graf và tôi bay về phía quân Anh để tránh bị Hồng quân bắt, trong khi những người còn lại của phi đoàn sẽ đầu hàng Liên Xô. Tuy nhiên, tôi không thể rời khỏi những người đồng đội của mình. Đó là một người chỉ huy tồi nếu làm thế.
Chiến thắng cuối cùng của Hartmann diễn ra tại Brno, Tiệp Khắc ngày 8 tháng 5, ngày kết thúc chiến tranh tại châu Âu. Sáng sớm ngày hôm đó, ông được bay một phi vụ trinh sát và báo cáo lại vị trí Hồng quân. Hartmann cất cánh cùng phi công bên cánh của mình lúc 8 giờ 30 sáng và phát hiện ra vị trí các đơn vị Hồng quân chỉ cách đó chừng 40 km. Khi bay qua khu vực này, Hartmann phát hiện hai chiến đấu cơ Yak-9 đang nhào lộn trên đội hình Hồng quân. Quyết tâm vào "phá hỏng bữa tiệc", Hartmann nhào xuống từ vị trí thuận lợi 12.000 ft (3.700 m) và bắn hạ một chiếc ở độ cao 200 ft (61 m). Trong khi đang chuẩn bị tiêu diệt chiếc còn lại, Hartmann trông thấy nhiều chấm sáng ở phía trên vị trí của ông từ phía tây; đó là những chiếc chiến đấu cơ P-51. Để tránh bị những chiếc máy bay Liên Xô và Mỹ bắt kịp, Hartmann và phi công bên cánh lẩn tránh dưới màn khói lúc này đang phủ quanh Brno. Sau khi hạ cánh, Hartmann biết được sân bay đang trong tầm pháo kích của Hồng quân nên JG 52 đã phá hủy chiếc Karaya One của ông, 24 chiếc Bf 109 khác và một lượng lớn đạn dược. Hartmann sau đó nhớ lại hành động cuối cùng của mình trong cuộc chiến:
Chúng tôi phá hủy máy bay và tất cả đạn dược, mọi thứ. Tôi ngồi trên chiếc máy bay của mình, khai hỏa vào khu rừng nơi chất xăng dầu và nhảy khỏi nó. Tổng cộng chúng tôi đã phá hủy 25 chiếc chiến đấu cơ đang ở trong tình trạng tuyệt vời. Đáng lẽ bây giờ chúng đã có thể có một vị trí đẹp ở bảo tàng.
Hartmann sau cùng đã lựa chọn cho toàn đơn vị của mình đầu hàng Sư đoàn Bộ binh 90 Hoa Kỳ.

## Tù binh sau chiến tranh

### Đầu hàng
Sau khi đầu hàng, Hartmann đã bị quân Mỹ chuyển giao cho Hồng quân Liên Xô vào ngày 24 tháng 5, theo thỏa thuận tại Hội nghị Yalta rằng mọi quân nhân Đức đã tham gia chiến đấu chống Hồng quân đều phải đầu hàng trực tiếp Liên Xô. Hartmann và đơn vị của mình được người Mỹ dẫn đến một khu đất rào kín ngoài trời để chờ việc chuyển giao. Tổng số tù nhân lên đến 50.000 người. Điều kiện sinh hoạt rất tệ do đó nhiều lính canh Mỹ đã phớt lờ cho tù binh Đức trốn thoát. Trong một số trường hợp, họ còn cung cấp lương thực và bản đồ.
Hartmann kể lại những ngày đầu sau khi bị chuyển sang Hồng quân:
Việc đầu tiên bọn Nga làm là tách phụ nữ và đàn ông Đức ra. Sau đó, họ bắt đầu chè chén say sưa và cưỡng hiếp. Khi nhiều lính Mỹ tìm cách ngăn chặn, bọn Nga bắn chỉ thiên và tuyên bố sẽ giết bất kỳ ai can dự vào. Những vụ cưỡng hiếp diễn ra suốt đêm. Ngày hôm sau, một vị tướng Nga đến khu trại và ngay lập tức ra lệnh thiết quân luật. Sau đó, khi một số lính Nga vi phạm quân lệnh và tấn công một cô gái Đức, cô này được phép chỉ ra ai đã làm việc đó trong hàng quân. Không có thủ tục nào hay tòa án binh nào cả. Những kẻ vi phạm ngay lập tức bị treo cổ trước mặt các đồng chí của mình. Công lý đã được thực thi.
Ban đầu, phía Liên Xô cố gắng thuyết phục Hartmann hợp tác với họ. Ông được đề nghị làm mật vụ theo dõi những người sĩ quan bạn ông và trở thành một stukatch, hay "bồ câu chỉ điểm". Ông từ chối và kết quả lãnh mười ngày giam giữ trong một căn phòng chật hẹp, phải nằm trên nền bê tông và chỉ được phát bánh mì và nước. Trong một lần khác, những người Nga đe dọa sẽ giết vợ và con trai ông (cái chết của con trai ông đến giữ vẫn giữ kín). Ngoài ra, người Nga còn thẩm vấn, dò hỏi Hartmann về những gì ông biết đối với chiến đấu cơ Me 262. Khi bị một sĩ quan Liên Xô đánh bằng gậy, Hartmann đã mau lẹ dùng một cái ghế đập vào đầu ông này đến bất tỉnh. Nghĩ rằng sẽ bị bắn, ông được đưa về chỗ cũ.
Hartmann sau đó đã tuyệt thực vì theo ông làm như vậy còn hơn phải tuân theo lệnh của Liên Xô. Những người lính Hồng quân đã cho phép ông tuyệt thực bốn ngày trước khi cưỡng ép ông phải ăn. Nhiều nỗ lực để biến ông thành một người cộng sản cũng thất bại. Ông cũng được đề nghị tham gia vào Không quân Cộng hòa Dân chủ Nhân dân Đức (Luftstreitkräfte der Nationalen Volksarmee) vừa mới thành lập nhưng ông lần nữa từ chối:
Nếu tôi trở về Tây Đức, tôi được mời ký vào một hợp đồng bình thường, một thương vụ như bao nhiêu người trên thế giới vẫn làm hàng ngày thì khi tôi cảm thấy thích lời đề nghị đó, tôi sẽ đến làm việc như những gì nội dung hợp đồng. Tuy nhiên nếu tôi bị cưỡng bức lao động dưới bất cứ hình thức nào, tôi sẽ kháng cự đến hơi thở cuối cùng.

### Tù giam
Vì sự chống đối của mình, Hartmann đã bị truy tố là tội phạm chiến tranh với cáo buộc đã bắn vào 780 dân làng Briansk, tấn công một "nhà máy bánh mì" ngày 23 tháng 5 năm 1943 và phá hủy 345 máy bay "đắt giá" của Liên Xô. Ông từ chối thú tội trước những cáo buộc cũng như bào chữa vì đó là việc chỉ tốn thời gian. Bị kết án 25 năm lao động khổ sai, Hartmann đã từ chối làm việc. Ngay sau đó, ông bị giam cầm một cách khắc nghiệt và điều này khiến cho những người bạn của ông cực kì căm phẫn. Họ tiến hành một cuộc nổi loạn, áp chế lực lượng bảo vệ và thả ông ta. Hartmann khiếu nại đến văn phòng Kommandant, đề nghị có người có người đại diện từ Moscow và một cuộc điều tra quốc tế cũng như tòa án để tha bổng ông trước những cáo buộc sai trái. Tuy nhiên điều này đã không được chấp nhận và ông bị chuyển đến trại tù ở Novocherkassk, nơi ông chịu 5 tháng trong cảnh ngục tù gian khổ. Mặc dù sau đó Hartmann được xét xử lần nữa nhưng bản án vẫn được giữ nguyên. Sau đó ông lại bị chuyển trại một lần nữa đến Diaterka tại Ural.
Năm 1955, mẹ của Hartmann viết thư đến thủ tướng mới của Cộng hòa Liên bang Đức (Tây Đức) Konrad Adenauer để xin sự tự do cho con trai. Một thỏa thuận giữa Tây Đức và Liên Xô đã đạt được theo đó Hartmann sẽ được thả cùng với 16.000 tù binh quân nhân Đức khác. Sau 10 năm rưỡi trong các trại tù binh của Liên Xô, ông là một trong số những tù binh cuối cùng được thả về Đức và đoàn tụ với người vợ Ursula, người mà ông đã viết thư hằng ngày trong suốt cuộc chiến.
Tháng 1 năm 1997, chính quyền Liên bang Nga đã minh oan cho Hartmann khi khẳng định việc kết án ông là tội phạm chiến tranh là sai trái.

## Trở về Đức

### Tham gia Không quân Tây Đức
Sau khi trở về Tây Đức, Hartmann lại gia nhập quân đội lần nữa, lần này là quân đội Tây Đức (Bundeswehr) và trở thành sĩ quan trong lực lượng không quân mới (Bundesluftwaffe), được giao chỉ huy đơn vị toàn bộ là máy bay phản lực đầu tiên của Tây Đức, Jagdgeschwader 71 "Richthofen" (gồm các chiến đấu cơ Canadair Sabre và sau đó là Lockheed F-104 Starfighter). Ông cũng đã đi đến Hoa Kỳ một vài lần, nơi mà ông được huấn luyện bởi trang thiết bị của Không quân Hoa Kỳ. Ông có một chiếc máy bay thuộc JG 71 sơn giống như chiếc Karaya 1 của ông với một bông hoa tulip đen.
Hartmann đánh giá F-104 là một chiến đấu cơ nhiều khiếm khuyết và thiếu an toàn, do đó ông phản đối việc biên chế nó vào Bundesluftwaffe. Mặc dù đã có những sự việc chứng minh cho nhận định trên của ông (282 vụ tai nạn và 115 phi công chết trong các phi vụ chưa phải là chiến đấu và vụ scandal của Lockheed), những chỉ trích của Hartmann không được thượng cấp của ông tán thành. Tướng Werner Panitzki, người kế nhiệm tướng Josef Kammhuber làm Inspekteur der Luftwaffe đã nói, "Erich là một phi công giỏi, nhưng không phải là sĩ quan giỏi." Hartmann sau đó bị ép nghỉ hưu sớm vào năm 1970.

### Những năm cuối đời
Trong thời gian ở tù, con trai của Hartmann là Erich-Peter, sinh năm 1945 đã chết khi mới ba tuổi vào năm 1948, và ông chưa bao giờ thấy con một lần nào. Sau đó, vợ chồng ông có một người con gái, Ursula Isabel, sinh ngày 23 tháng 2 năm 1957.
Sau khi nghỉ hưu, tiếp tục làm huấn luyện viên bay tại Hangelar, gần Bonn từ năm 1971–1974 và ngoài ra còn tham gia một đội bay biểu diễn với Adolf Galland. Tuy nhiên vào năm 1980, ông bị cảm lạnh từ đó phát triển thành bệnh đau thắt ngực, căn bệnh đã giết chết cha ông ở tuổi 58. Năm 1983, ông hồi phục và có thể huấn luyện bay trở lại. Tuy nhiên lo sợ tái phát bệnh, ông trở nên thận trọng hơn và hạn chế xuất hiện trước công chúng. Ông nói: "Tôi đã về hưu và là một công dân bình thường, tôi muốn an nghỉ trong bình yên. Tôi không muốn sống như một vật trưng bày."
Erich Hartmann mất ngày 20 tháng 9 năm 1993, ở tuổi 71 tại Weil im Schönbuch.

## Tổng kết sự nghiệp và thành tích
Erich Hartmann đã bay tổng cộng 1.404 phi vụ, tham gia tổng cộng 825 trận không chiến nhưng chưa bao giờ bị bắn hạ.
Ông chưa bao giờ bị thương cũng như phải nhảy dù thoát ra vì phi công đối phương bắn trúng. Các chiến thắng của ông bao gồm khoảng 200 chiến đấu cơ một động cơ của Liên Xô, hơn 80 chiến đấu cơ P-39 của Mỹ, 15 cường kích Il-2 và 10 máy bay ném bom hai động cơ.
Mặc dù ông thường tự hào là chưa từng mất một phi công bên cánh nào hơn là số chiến thắng của ông, nhưng thực tế đã có một phi công bên cánh của ông bị bắn hạ. Thiếu tá Günther Capito gia nhập đơn vị vào mùa xuân năm 1943. Capito vốn là một phi công lái máy bay ném bom và được tái huấn luyện lái chiến đấu cơ. Sau khi có chiến thắng thứ 5, Capito xin được làm phi công bên cánh của Hartmann. Hartmann ban đầu từ chối vì cho rằng Capito chưa được huấn luyện đầy đủ để lái kiểu Messerschmitts. Trong phi vụ đầu tiên của họ, đối thủ là những chiếc P-39 Airacobras:
Tôi bảo anh ta ngoặt về phía đối diện để tôi có thể xen giữa hai chiếc chiến đấu cơ Liên Xô. Nhưng vì không thông thạo lái chiến đấu cơ, anh ta lãnh đạn lúc ngoặt. Tôi ngay lập tức ra lệnh anh ta bổ nhào xuống và nhảy dù khỏi máy bay.Tôi trông thấy anh ta nhảy khỏi máy bay và cánh dù của anh ta. Tôi vui sướng khi hạ được chiếc Airacobra, nhưng tôi phát điên với chính mình vì không tin vào giác quan bản thân là không nên bay cùng với Günther Capito.

#### Kỹ thuật chiến đấu

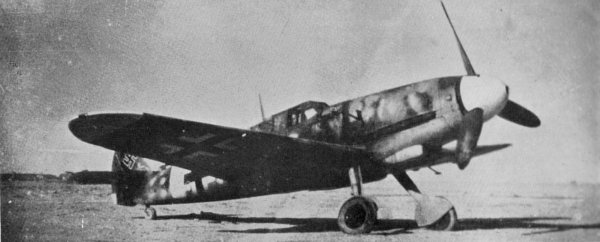
Chiến đấu cơ Messerschmitt Bf 109

Không giống như Hans-Joachim Marseille, một phi công thiện xạ, Hartmann lại là bậc thầy trong chiến thuật lén lút và truy kích. Theo như ông tính toán, ông khẳng định 80% số phi công trở thành nạn nhân của ông còn không biết được cái gì đã tấn công họ. Ông dựa vào động cơ mạnh của kiểu Bf-109 để tiếp cận nhanh chóng, bất ngờ bổ nhào vào đội hình đối phương để gây sự hỗn loạn dẫn đến tản ra.
Khi phi công thử nghiệm người Anh, Đại úy Eric Brown hỏi Hartmann bí quyết để ông đạt được 352 chiến thắng, ông thuật lại:
Bạn có thể không tin, nhưng những chiếc cường kích Sturmovik của Hồng quân bay hệt như đội hình oanh tạc cơ B-17 và không hề có sự bay tránh né nào. Đằng sau mỗi chiếc có một súng máy 12,7 mm và một số trường hợp phi công là phụ nữ. Khẩu súng máy ấy không là gì trừ khi hên lắm nó mới bắn trúng. Tôi không bao giờ khai hoả cho đến khi nào máy bay địch chưa phủ kín kính buồng lái của tôi. Khi tôi làm vậy, tôi không phí một viên đạn nào cả.
Phương pháp mà ông ưa thích là không khai hỏa cho đến tận cự li cực gần (20 m (66 ft) hoặc ít hơn), sau đó sẽ bắn từng loạt ở khoảng cách có thể bắn thẳng – một kỹ thuật ông học được khi còn là phi công bên cánh của Walter Krupinski. Kỹ thuật này trái ngược với khai hỏa tầm xa, giúp ông:
- Lộ diện vị trí của mình chỉ trong những thời khắc cuối cùng
- Bù đắp cho tầm bắn ngắn của khẩu pháo 30 mm MK 108 trang bị cho những chiếc Bf 109 đời sau, tăng hiệu quả sát thương của loại pháo này (mặc dù hầu hết chiến thắng của ông đến từ những chiếc Messerschmitt trang bị pháo vận tốc đạn cao MG 151)
- Bắn chính xác và tiết kiệm đạn
- "Nạn nhân" sẽ không thể bay tránh né được nữa

Tuy nhiên khai hỏa ở tầm gần cũng có một nguy hiểm là không kịp tránh những mảnh vỡ từ chiếc máy bay bị thương hay nổ tung, khiến cho chiến đấu cơ của ông dễ bị hư hại (nguyên nhân chính khiến Hartmann phải hạ cánh khẩn cấp). Nếu bị đe dọa, ông sẽ rời khỏi cuộc không chiến và dù sao cũng đã có một chiến thắng. Chiến thuật này gọi là "Nhìn – Quyết định – Tấn công – Thoát ra": quan sát đối thủ, quyết định tấn công thế nào, tấn công và thoát ra để đánh giá tình hình.

#### Số chiến thắng
Một sử gia Liên Xô, Dimitri Khazanov, đã nỗ lực để khẳng định Hartmann không thể nào có 352 chiến thắng. Khazanov cho rằng Hartmann chỉ bắn hạ khoảng 70-80 máy bay Liên Xô. Tuy nhiên Khazanov đã bị các sử gia hàng không chỉ trích nặng nề như Jean-Yves Lorant và Hans Ring do khiếm khuyết trong nghiên cứu. Ring và Lorant chỉ ra những phi vụ mà Khazonov khẳng định Hartmann tuyên bố sai lại bị bẻ lại là thông tin sai và nhầm lẫn. Ví dụ như Khazonov nói phi vụ ngày 20 tháng 8 năm 1943, Hartmann khẳng định hai chiến thắng ở phía tây Millerowo nhưng không có máy bay Liên Xô nào bị mất ở khu vực này. Nhưng báo cáo của quân Đức không phải ở khu vực này mà chiến thắng của Hartmann được ghi nhận phía đông Kuteinikowo, cách đó 160 km. Ngày 29 tháng 5 năm 1944, Khazanov khẳng định Hartmann đã báo cáo bắn hạ ba chiếc La-5 tại Roman, Romania nhưng điều này cũng sai vì thực tế Hartmann đã khẳng định là một chiếc P-39 tại Iaşi. Hans Ring cho rằng những sai lầm của Khazanov cho thấy "sự thiển cận trong cách đánh giá của Khazanov và rõ ràng mục đích hạ bệ danh tiếng và thành tích của Hartmann." Thậm chí chính Khazanov cũng nói trong bài viết của mình trong phiên tòa xử Hartmann, một trong các tội danh phía Liên Xô đưa ra là Hartmann đã phá hủy 352 (thực ra là 345) máy bay Liên Xô.

### Khen thưởng
- Frontflugspange với vàng và con số "1.300"[56]
- Huy hiệu kết hợp phi công-quan sát viên với Vàng và Kim cương[56]
- Ehrenpokal der Luftwaffe (13 tháng 9 năm 1943)[56]
- Huân chương Chữ thập Đức Vàng ngày 17 tháng 10 năm 1943.[57]
- Huân chương Chữ thập (1939) hạng nhì và hạng nhất
- Huân chương Chữ thập Hiệp sĩ với Lá sồi, Thanh kiếm và Kim cương
  - Huân chương Chữ thập Hiệp sĩ (29 tháng 10 năm 1943) cấp bậc Leutnant thuộc phi đoàn 9./JG 52[58]
  - Lá sồi thứ 420 (2 tháng 3 năm 1944) cấp bậc Leutnant và Staffelführer của phi đoàn 9./JG 52[59]
  - Thanh kiếm thứ 75 (2 tháng 7 năm 1944) cấp bậc Oberleutnant và Staffelkapitän của phi đoàn 9./JG 52[60]
  - Kim cương thứ 18 (25 tháng 8 năm 1944) cấp bậc Oberleutnant và Staffelkapitän của phi đoàn 9./JG 52[61]
- Nhắc đến hai lần trong Wehrmachtbericht (báo cáo tình hình chiến sự qua radio)[56]